# Il Grifo
Il Grifo est un journal de bande dessinée italien créé en 1991 par Vincenzo Mollica. 

## Historique
Soutenue dès sa création par des auteurs comme Milo Manara et Hugo Pratt qui y publient El Gaucho dans le premier numéro, Il Grifo est une revue ambitieuse qui affirme que la bande dessinée c'est de l'art  (Il fumetto è arte) et qui a donc pour objectif de présenter des travaux de qualité. Les plus grands dessinateurs italiens tels que Guido Crepax, Vittorio Giardino, Andrea Pazienza et Tanino Liberatore y sont édités, mais l'on y trouve aussi en 1992 la signature de Federico Fellini pour Le Voyage de G. Mastorna, illustré par Manara.
Il Grifo publie 36 numéros et s'arrête en 1995.